# Donji Dragonožec
Donji Dragonožec je naseljeno mjesto u sastavu Grada Zagreba. Nalazi se u gradskoj četvrti Brezovica.

## Stanovništvo
Prema popisu stanovništva iz 2001. godine, naselje je imalo 525 stanovnika te 163 obiteljskih kućanstava.

Prema popisu stanovništva 2011. godine naselje je imalo 577 stanovnika.
| broj stanovnika | 371   | 417   | 412   | 454   | 526   | 556   | 565   | 611   | 434   | 427   | 409   | 401   | 426   | 513   | 525   | 577   | 583   |
|                 | 1857. | 1869. | 1880. | 1890. | 1900. | 1910. | 1921. | 1931. | 1948. | 1953. | 1961. | 1971. | 1981. | 1991. | 2001. | 2011. | 2021. |

## Gospodarstvo
Tvrtka za distribuciju pčelarskih proizvoda ima sjedište u Donjem Dragonošcu, stanovnici gravitiraju Zagrebu i Velikoj Gorici.

## Zemljopisni položaj
Donji Dragonožec administrativno pripada Zagrebu i županiji Grad Zagreb. Od središta Zagreba udaljen je nešto manje od 20 kilometara, od središta Velike Gorice oko 15 kilometara.  Selo graniči sa Zagrebačkom Županijom. Naselja u blizini su: Gornji Dragonožec, Markuševec Turopoljski, Donji Trpuci, Gornji Trpuci, Havidić Selo, Gudci, Šiljakovina, Mala Buna, Vukomerić, Lukavec i Odranski Obrež, Dubranec.

## Povezanost
Donjim Dragonošcem prolaze tri autobusne ZET linije: 160 i 163 u smjeru Savskog Mosta te 166 u smjeru Glavnog Kolodvora.

## Šport
- NK Mladost Donji Dragonožec, nogometni klub

## Udruge
- KUD Vrhovje župe Dubranec
- DVD Dragonožec